# Femoracoelotes
Femoracoelotes là một chi nhện trong họ Agelenidae.